# Londonbeat
I Londonbeat sono un gruppo musicale dance pop anglo-statunitense formatosi nel 1988, avente all'attivo diversi hit pop and dance all'inizio degli anni novanta.
I componenti sono gli statunitensi Jimmy Helms (che ha anche avuto una carriera solista di successo e ha cantato jingle radiofonici per Radio Hallam e Hereward Radio nel Regno Unito), Jimmy Chambers, di Trinidad e Charles Pierre.
Tra i membri del passato il polistrumentista britannico William Henshall (accreditato come Willy M), George Chandler (in precedenza uno dei fondatori e frontman del gruppo The Olympic Runners) e Marc Goldschmitz (in seguito membro dei Leash).
Il loro brano più conosciuto è I've Been Thinking About You (1990).

## Discografia
- Speak (1988)
- In the Blood (1990)
- Harmony (1992)
- Londonbeat (1994)
- Back in the Hi-Life (2003)
- Gravity (2004)